# ロバート・ホルトン
ロバート・アントニー・ホルトンもしくはロバート・アントニー・ホールトン（英語:Robert Anthony Holton 、1944年 - 2025年5月21日）はアメリカの化学者であり、抗がん剤として有用なタキソールの全合成を最初に達成した人物として知られている。ノースカロライナ州ファイエットビル生まれ、シャーロット育ち。フロリダ州立大学の化学の教授であり、パデュー大学とバージニア工科大学でも教わったことがある。ホルトンの研究グループは多くの天然物の人工合成を達成してきた。代表的なものとしてプロスタグランジンF2αやナルウェダイン、アフィジコリン、タクスシンや前述のタキソール、ヘミブレベトキシンBなどがある。ホルトンは科学事務局長、タキソログコーポレーションの共同設立者や理事会のメンバーとしても活動し、MDS研究財団の設立者の一人となり、その財団長も勤めたほか、シンキュア（英語:Syncure）でも活動していた。
2025年5月21日、フロリダ州タラハシーの自宅で死去。81歳没。

## 教育
- 学士号:ノースカロライナ大学チャペルヒル校
- 博士号:フロリダ州立大学